# Departament Lago Argentino
Lago Argentino es un departament de la província de Santa Cruz, a la patagònia Argentina. Está situat al sud-oest de la província, limita al nort amb el departament Río Chico, al sud amb el de Güer Aike, a l'est amb el de Corpen Aike i a l'oest amb la República de Xile. Entre els paral·lels 48º 30' i 50º 45' sud i 70º 30' i 73º 15' oest. Té una superfície de 37.292 km², el segon en extenció de la província.

## Història
Després de la conquesta i exploració de la zona del Lago Argentino, a la segona meitat del segle xix, el territori va passar a terra Fiscal. A principis del segle XX el govern parcel·là i arrendà algunes de les terres del voltant del llac, i s'hi establiren diverses famílies argentines i d'origen europeu a partir del 1905. La població estava disseminada en petites estancies i "paradores" de la qual destacava la del Calafate. L'any 1924 s'hi instal·la una colònia rural i el 1927 es converteix en municipi. El poblament de Tres Lagos fou lleugerament més tardà, es fundà el 1937 i no aconseguí la municipalitat fins 1973. Més recentment (1983) es creà la població del Chaltén, per tal de dinamitzar el turisme de la zona ja que es troba a la base de muntanyes d'alt atractiu com el Fritz Roy oi el cerro Torre, dins el parc Nacional los Glaciares, i finalment aconseguí l'estatus de municipi el 2011. L'any 2019 el departament comptava amb prop de 30.000 habitants.
| Població | 1534 | 2189   | 2092   | 1994   | 2517    | 3.940   | 7500    | 18.864  | 25.953  |
| Variació | -    | 70,07% | -4,43% | -4,68% | +26,22% | +56,53% | +90,35% | +151,5% | +37,58% |

## Municipis
El departament compta amb tres municipis: El Calafate, el Chaltén i Tres Lagos; així com altres localitats menors com puerto Bandera i la Leona.